# 魏寿余
魏寿余（?—?），又作魏寿馀，中国春秋时期晋国的大夫，魏武子的族人。

前614年，晋国赵盾让魏寿余假装率领魏地的人叛乱，以引诱流落秦国的士会。晋国假意扣押了魏寿余的妻子儿女，让他夜里逃走。魏寿余逃到秦国，请求把魏地并入秦国，秦康公答应了。魏寿余在秦国朝廷上踩了一下士会的脚，示意士会与他一起回晋国。不久，秦康公率领军队驻扎在魏地隔河相对的河西。魏寿余说：“请派一位来自东边而又能与魏地几位官员说得上话的，我与他一起先去。”秦康公选派了士会，士会辞谢说：“晋国人，是老虎和豺狼，如果他们违背原来的话不让臣回来，臣死了，妻子儿女也将被诛戮。这对国君没有好处，您后悔也来不及了。”秦康公说：“如果晋国违背原来的话不让你回来，我若不送还你的妻子儿女，必受河神惩罚！”这样士会才敢去。秦国大夫绕朝把马鞭送给士会，说：“您可别说秦国没有人才，我的计谋正好不被采用罢了。”渡过黄河以后，魏地人因得到士会而欢呼，熙熙嚷嚷地回去了。